# Tríptico de los Siete Sacramentos
El Tríptico de los Siete Sacramentos es un retablo del pintor flamenco Rogier van der Weyden. Es un tríptico pintado al óleo sobre tabla hacia 1440-1445, probablemente para una iglesia en Poligny. Mide 200 cm de alto y 223 cm de ancho. Se exhibe actualmente en el Museo Real de Bellas Artes de Amberes, en Bélgica.
Rogier van der Weyden describe en su tríptico los siete sacramentos de la Iglesia católica. En el panel de la izquierda se encuentran el bautismo, la confirmación y la confesión. El panel del centro está dominado por una escena de Crucifixión, posiblemente la única contribución original de Rogier a esta pintura, ya que las demás partes fueron ejecutados por su taller. Debajo de la cruz se encuentran, a un lado, el apóstol san Juan sosteniendo a la Virgen María desfallecida en sus brazos. A la derecha de esta tabla central se encuentran las dos afligidas Marías: María Magdalena y María Salomé. En el fondo de esta tabla central se puede ver el sacramento de la Eucaristía. El orden sacerdotal, el matrimonio y la extremaunción se muestran en el ala derecha. Cerca de los Sacramentos se encuentran ángeles mostrando rollos. Aparecen con distintos colores, en una gradación que va desde el blanco del bautismo al negro de la extremaunción: el blanco de la inocencia sobre el bautismo; el amarillo que simboliza el fuego del Espíritu Santo sobre la confirmación; el rojo de la contrición por encima de la confesión; el marrón violáceo por encima de la ordenación sacerdotal; el azul de la fidelidad sobrevuela el matrimonio y finalmente el negro del luto por encima de la extremaunción.
En las alas se encuentran también otras figuras que quizá sean los fundadores o donantes del cuadro. En los ángulos superiores de cada tabla hay unos escudos o blasones. El de la izquierda se ha identificado como las armas del donante, Jean Chevrot, obispo de Tournai; el de la derecha sería el escudo de la diócesis de Tournai. 